# Алтарь Новициато
«Алтарь Новициато» (итал. Pala del Noviziato), или «Богоматерь с Младенцем на троне со святыми Франциском, Дамианом, Космой и Антонием Падуанским» (итал. Madonna col Bambino in trono fra i santi Francesco, Damiano, Cosma e Antonio da Padova) — картина итальянского художника Филиппо Липпи, написана в 1445 году и представляет собой живопись темперой на дереве размером 196×196см. В настоящее время хранится в зале 8 галереи Уффици, во Флоренции.
Пределла из пяти частей кисти другого итальянского художника — Франческо ди Стефано, по прозвищу Пезеллино также написана в 1445 году темперой на нескольких досках общим размером 32×244см. В настоящее время три панели пределлы хранятся в галереи Уффици, во Флоренции, две другие — в Лувре, в Париже.

## История картины
Капелла Новициато в базилике Святого Креста во Флоренции была построена в 1445 году Микелоццо по заказу Козимо Старшего, покровительствовавшего храму. Базилика Святого Креста находилась под руководством монахов-францисканцев, и капелла предназначалась для новициата, послушников ордена, отсюда её название. По заказу того же Козимо Старшего запрестольный образ для этой капеллы был написан в том же году Филиппо Липпи. Пределлу, под руководством Филиппо Липпи, написал молодой художник, Франческо ди Стефано, по прозвищу Пезеллино.
Во время вторжения армии Наполеона в Тоскану запрестольный образ был перевезён в Париж, во Францию. В 1814 году две из трёх частей пределлы были переданы Лувру, остальные три, вместе с алтарной картиной, вернули во Флоренцию и поместили в галерее Уффици. В 2010 году, по договорённости между музеями и после тщательной реставрации, весь запрестольный образ был впервые за почти двести лет выставлен в галерее Уффици.

## Композиция и персонажи картины
Алтарная картина относится к иконографическому типу «Святого собеседования» (итал. Sacra Conversazione). Дева Мария с Младенцем изображена на троне в центре композиции в окружении четырёх святых (слева направо) — Франциска Ассизского, братьев и врачей-мучеников Дамиана и Космы, Антония Падуанского. Базилика Святого Креста находилась под руководством монахов-францисканцев, поэтому на картине изображены святой Франциск Ассизский, основатель ордена францисканцев и святой Антоний Падуанский, известный проповедник, чудотворец и монах этого ордена. Святые Косма и Дамиан, небесные покровители семьи Медичи.
За фигурами архитектурный фон с нишами-раковинами, типичными для тосканского искусства XV века. В верхней части, на фризе геральдический мотив семьи Медичи.
Пределла со сценами из жизни святых состоит из пяти панелей. В центре изображено Рождество Христово, слева — Получение стигматов святым Франциском Ассизским, Святые Косма и Дамиан у постели больного, справа — Мученичество святых Космы и Дамиана, Чудо святого Антония Падуанского.